# Ge Fei (escriptor)
|  | No s'ha de confondre amb Ge Fei, jugadora de bàdminton xinesa. |

Ge Fei (en xinès: 格非; en pinyin: Gé Fēi) (Zhenjiang 1964-) es el nom literari de Liu Yong (刘勇), escriptor xinès, Premi Mao Dun de Literatura de l'any 2015 per "Trilogia de Jiangnan" (江南 三部曲).

## Biografia
Ge Fei va néixer el 8 d'abril de 1964 a Zhenjiang -districte de Dantu- a la província de Jiangsu. Va doctorar-se llengua i literatura a la Universitat Normal de l'Est de la Xina a Xangai. A part de la seva activitat com a escriptor ha desenvolupat una important tasca docent a la Universitat Tsinghua de Pequín, on dirigeix principalment conferències sobre escriptura, narració, novel·la, Ingmar Bergman i pel·lícules europees, entre d'altres.

## Obra
Alguns crítics han descrit la seva literatura com "un estrany cercle de narració" i sovint amb forts tints de pensament abstracte, i al mateix temps, amb certes influències de les tradicions líriques i metafísiques xineses. Amb Yu Hua (余花) i Su Tong (苏 童) s'ha considerat a Ge Fei com un dels escriptors xinesos representants de l'avantguarda que va emergir a la Xina a finals dels anys 1980.
Va publicar la seva primera obra l'any 1986: 《追忆鸟攸先生》(Zhuiyi Wuyou Xiansheng; lit., Rememorant al senyor Wuyou). Durant la dècada de 1980 va escriure una sèrie de relats curts que el van convertir en una de les figures més representatives de la literatura d'avantguarda, que va culminar amb la publicació de《褐色鸟群》(lit., Una bandada d'ocells marrons).
Entre les seves obres cal destacar 《江南三部曲》[Jiangnan sanbuqu] (lit., Trilogia de Jiangnan) escrita entre 2004 i 2013, i diversos treballs d'assaig com "Màscara de Borges", autor que va llegir en traduccions xineses quan tenia 20 anys.
Per la seva novel·la《隐身衣》[Yin shen yi], traduïda a l'anglès com "The Invisibility Cloak" i al castellà com "El invisible", ha guanyat el Premi Lu Xun de Literatura de l'any 2014, (Lu Xun wen wenxue jiang 鲁迅文学奖)el Premi Lao She (Lao She wenxue jiang 老舍文学奖) i el Din Jun per "La Trilogia de l'utopia" (乌托邦 三部曲). El 2015 va guanyar el Premi Mao Dun de Literatura per "Jiangnan Trilogy" (江南三部曲). Posteriorment ha publicat "En regardant la brise printanière » (望春风) (2016) i un recull dels cursos de literatura que va donar a la Universitat Tsinghua.(2021).
L'octubre de 2021 es va publicar una col·lecció d'anàlisis i reflexions sobre la literatura: “A les fronteres de la civilització” (文明的边界). És una síntesi dels cursos de literatura impartits per Ge Fei durant tres anys, del 2018 al 2020, en el marc del curs "Recerca sobre l'art narratiu" ("小说叙事研究") al departament de xinès de la Universitat de Qinghua. El llibre s'ha elaborat a partir de les gravacions i notes del curs.
Com a guionista va col·laborar en la primera pel·lícula del pintor i director de cinema Lu Sheng.
Alguns dels seus relats han estat traduïts a l'anglès,francès, italià i japonès. No hi ha cap traducció al català.